# Giovanni Dazzoni
Giovanni Dazzoni (* 24. September 1851 in Faido, Kanton Tessin; † 30. März 1923 ebenda) war ein Schweizer Jurist und Politiker (CVP).

## Leben

### Familie
Giovanni Dazzoni war der Sohn des Kaufmanns und Rechtsanwalts Camillo Dazzoni und dessen Ehefrau Luigia (geb. Fruzzini).
Sein Neffe war der Politiker Giuseppe Motta.
Er war mit Adele, die Tochter von Lorenzo Brentini, verheiratet.

### Werdegang
Giovanni Dazzoni besuchte das Gymnasium in Roveredo und das Lyzeum (siehe Kollegium Brig) in Brig. Er immatrikulierte sich zu einem Studium der Rechtswissenschaften an der Universität Rom und setzte dieses an der Universität Genf fort; 1874 schloss er sein Studium ab.
Nach Beendigung des Studiums war er seit 1876 als Advokat tätig.

### Politisches Wirken
Von 1877 bis 1897 vertrat Giovanni Dazzoni die konservative Partei im Grossen Rat, dem er 1879, 1886 und 1890 als Präsident vorsass; in dieser Zeit war er vom 5. Dezember 1881 bis 30. November 1890 Nationalrat.
Von 1891 bis 1892 war er Mitglied des Verfassungsrats.
Als Gemeinderat und Präsident von 1906 bis 1914 der Bürgergemeinde von Faido war er ein Förderer des Bezirksspitals des Bezirks Leventina und stand von 1919 bis zu seinem Tod dessen Verwaltungsrat vor. Er förderte auch den Bau des Kraftwerk Morobbia.